# Set the World on Fire
Set the World on Fire – trzeci album studyjny kanadyjskiej grupy muzycznej Annihilator. Wydawnictwo ukazało się 24 sierpnia 1993 roku nakładem wytwórni muzycznej Roadrunner Records. W ramach promocji do utworu "Set the World on Fire" został zrealizowany teledysk.

## Lista utworów
Opracowano na podstawie materiału źródłowego.
1. "Set the World on Fire" (muz i sł. Pharr, Waters) - 04:29
2. "No Zone" (muz i sł. Darley, Hartmann, Waters) - 02:48
3. "Bats in the Belfry" (muz i sł. Hartmann, Pharr, Waters) - 03:38
4. "Snake in the Grass" (muz i sł. Waters) - 04:55
5. "Phoenix Rising" (muz i sł. Murphy, Waters) - 03:48
6. "Knight Jumps Queen" (muz i sł. Waters) - 03:47
7. "Sounds Good to Me" (muz i sł. Waters) - 04:18
8. "The Edge" (muz i sł. Murphy, Waters) - 02:57
9. "Don't Bother Me" (muz i sł. Goldberg, Pharr, Waters) - 03:24
10. "Brain Dance" (muz i sł. Pharr, Waters) - 04:52

## Twórcy
Opracowano na podstawie materiału źródłowego.
- Aaron Randall – wokal prowadzący
- Jeff Waters – gitara prowadząca, gitara rytmiczna, gitara basowa, produkcja muzyczna
- Neil Goldberg - gitara prowadząca, gitara rytmiczna
- Mike Mangini – perkusja

## Wydania
| Rok  | Nr katalogowy | Format    | Wytwórnia          | Region          | Źródło |
| ---- | ------------- | --------- | ------------------ | --------------- | ------ |
| 1993 | RR 9200-2     | CD, Album | Roadrunner Records | Wielka Brytania | [ 6 ]  |